# Wivan Pettersson
Wivan Pettersson   (Eskilstuna, 24 de gener de 1904 - Eskilstuna, 7 de novembre de 1976) va ser una nedadora sueca que va competir durant la dècada de 1920.
El 1924 va prendre part en els Jocs Olímpics de París, on va disputar tres proves del programa de natació. En els 4 x 100 metres lliures guanyà la medalla de bronze fent equip amb Aina Berg, Gurli Ewerlund i Hjördis Töpel. En els 200 metres braça fou quarta, mentre en els 100 quedà eliminada en sèries. El 1925 va establir el rècord nacional dels 200 metres braça.